# 노먼 페티

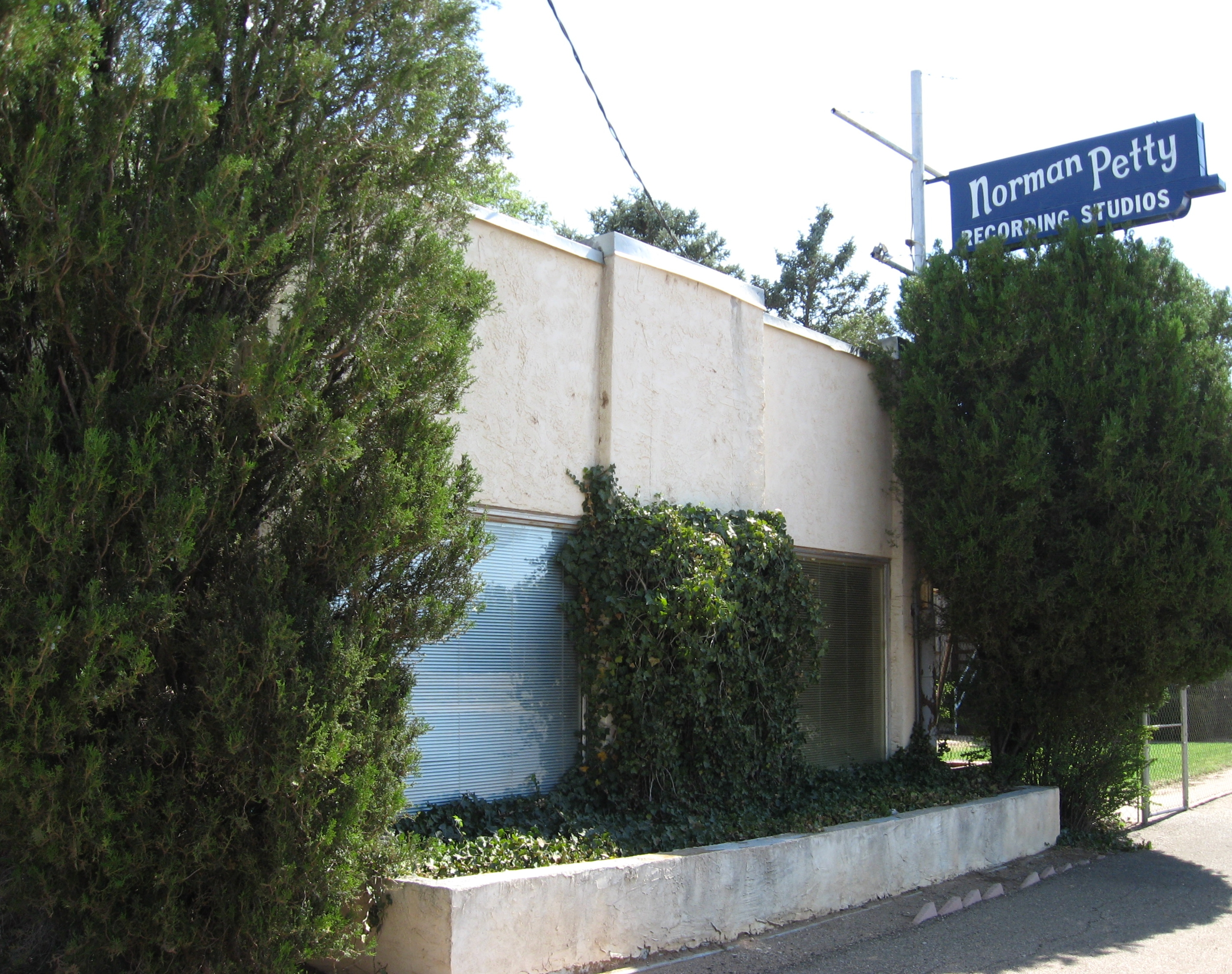
노먼 페티 스튜디오

노먼 페티(Norman Petty, 1927년 5월 25일 ~ 1984년 8월 15일)는 미국의 음악인, 음반 프로듀서, 출반인, 라디오 방송국 소유주로서 초기 로큰롤의 창시자로 꼽히는 인물이다.

## 생애
페티는 뉴멕시코주 클로비스의 작은 마을에서 태어났다. 어릴 때부터 피아노를 연주했다. 고등학교에 다닐 무렵 현지의 라디오 방송국의 15분짜리 방송에서 정기적으로 공연을 펼치곤 했다. 1945년 졸업 후 미합중국 공군에 징집되었다. 제대 이후 고등학교 재학 당시 연인이던 바이올렛 앤 브랜디와 1948년 6월 20일에 결혼하였다. 둘이는 텍사스주 댈러스에서 잠깐 살았으며 이곳에서 페티는 녹음실에서 파트타임 엔지니어로 일했다. 나중에는 자신들의 고향인 클로비스로 돌아갔다.
둘이는 기타리스트 잭 본을 영입하여 노먼 페티 트리오를 결성하였다. 데뷔곡 〈Mood Indigo〉은 국지적 성공을 거두었고, 이들은 RCA 레코드와 계약할 기회를 얻었으며, 싱글 자체는 백만 장을 넘게 팔아치웠으며, 1954년 《캐시박스》지에서 가장 촉망받는 기악그룹으로 선정되기 이르렀다. 1957년 이들의 곡 〈Almost Paradise〉가 18위를 달성했으며 페티는 자신의 첫 BMI 작곡가상을 탄다. 이 곡은 수차례 커버된 바 있으며 로저 윌리엄스의 버전이 가장 잘 팔린 버전이다.
이렇듯 음반이 잘 팔리고 있었음에도 불구하고 페티는 1954년 말 자신의 스튜디오를 클로비스에 짓는 데 골몰하였다. 새로운 스튜디오는 최신식으로서 100,000 달러(현재로서 963,693 달러)가 소모된 것으로 추정된다. 1957년 중순이 되면 〈Almost Paradise〉의 성공으로 인하여 현재의 모습과 가깝게 완공되게 된다. 이곳 7번가에 위치한 자신의 스튜디오에서 자신의 그룹의 곡들을 녹음하는 것 외에도 웨스트 텍사스의 여러 음악인들의 싱글을 제작했으며 그들 가운데에는 로이 오비슨, 버디 녹스, 웨일런 제닝스, 찰리 "슈거타임" 필립스, 소니 웨스트, 캐롤린 헤스터, 조니 "피너츠" 윌슨, 빌리 워커가 있다. 또한 버디 홀리의 작품도 몽땅 프로듀싱하였다. 1960년대에는 지미 길머 앤드 더 파이어볼스의 〈Sugar Shack〉과 〈Bottle of Wine〉과 더 스트링어롱스의 〈Wheels〉가 페티의 녹음실에서 녹음되었다.
페티는 버디 홀리의 프로듀서 겸 매니저로서 1958년까지 일했다. 홀리가 공들인 곡들의 대부분이 그곳 클로비스 스튜디오에서 프로듀싱된 것이었다. 홀리의 사후 페티는 홀리의 가족(아버지)의 의뢰를 받아 홀리가 남겨놓고 간 미완성된 데모곡들의 오버더빙을 도맡았다. 이것들은 미국 국외 차트에서 진입에 성공했다.
1960년 페티는 클로비스의 메인가에 위치한 메사 극장을 매입한다. 1963년 FM 라디오 방송국 KTQM를 개국하였으며 처음에는 이지리스닝을 틀었다가 나중에는 컨트리앤드웨스턴 음악을 틀게 된다. 그러다 1968년부터는 톱 40 록을 틀어주게 되었다. 컨트리 장르가 현지에서 먹히고 있었고 때문에 새로운 방송국의 필요성을 절감하고 1971년 KWKA 680 AM을 개국, 컨트리앤드웨스턴 음악을 방송했다. 두 방송국을 페티는 1979년까지 운영하였다.
페티는 1984년 8월 텍사스주 러벅에서 백혈병으로 사망하였다.